# Eksaarde
Eksaarde, en français  Exaerde, est une section de la ville belge de Lokeren située en Région flamande dans la province de Flandre-Orientale. C'était une commune à part entière avant la fusion des communes de 1977.

## Démographie

### Évolution démographique
- Sources : INS, Rem. : 1831 jusqu'en 1970 = recensements, 1976 = nombre d'habitants au 31 décembre[2].

## Histoire
Eksaarde (anciennes orthographes Eksaerde ou Exaerde) est probablement originaire du bord de la voie entre Anvers et Bruges. Elle devint une paroisse distincte avec sa propre église vers 1230, où elle faisait jusqu'alors partie de la paroisse de Waasmunster.
La proximité de l'abbaye de Baudeloo a sans doute joué un rôle majeur tout au long de l'histoire de ce village. La rue de la vieille ville, aujourd'hui appelée Rechtstraat, est probablement désignée par les mots "rechte strate" de Van de vos Reinaert (nl).